# 东星软件
株式會社東星（日語：株式会社トーセ），常稱东星软件（Tose Software），是总部位于日本京都市的电子游戏开发公司。其为任天堂开发了Game Boy遊戲博物館系列、多个七龙珠游戏以及一些其它的任天堂游戏。东星自1979年建立后已经合作开发了1,000多部游戏，但从来没有自己创作游戏（东星和任天堂共享版权的Game Boy遊戲博物館系列和传说的斯塔菲系列除外）。东星美国分公司副总裁Masa Agarida说，“我们总是在幕后”，“我们的政策并不是有一个愿景。相反，我们是遵照客户的愿景。大多数的时候，我们拒绝在游戏中加入我们的名字，甚至是没有员工的姓名。”而东星同样得到了“幽灵开发者”的名声。